# Gračanica, Prijepolje
Gračanica (izvirno srbsko Грачаница) je naselje v Srbiji, ki upravno spada pod Občino Prijepolje; slednja pa je del Zlatiborskega upravnega okraja.

## Demografija
V naselju živi 150 polnoletnih prebivalcev, pri čemer je njihova povprečna starost 35,1 let (35,7 pri moških in 34,7 pri ženskah). Naselje ima 45 gospodinjstev, pri čemer je povprečno število članov na gospodinjstvo 4,42.
Po podatkih popisa iz leta 2002 večino prebivalstva tega naselja predstavljajo Bošnjaki.
|  |

| Demografija | Demografija     | Demografija     |
| Leto        | Št. prebivalcev | Št. prebivalcev |
| ----------- | --------------- | --------------- |
|             |                 |                 |
|             |                 |                 |
|             |                 |                 |
|             |                 |                 |
| 1948        | 154             |                 |
| 1953        | 180             |                 |
| 1961        | 175             |                 |
| 1971        | 200             |                 |
| 1981        | 237             |                 |
| 1991        | 270             | 269             |
| 2002        | 265             | 199             |
|             |                 |                 |

| Etnična sestava po popisu iz leta 2002 | Etnična sestava po popisu iz leta 2002 | Etnična sestava po popisu iz leta 2002 | Etnična sestava po popisu iz leta 2002 | Etnična sestava po popisu iz leta 2002 |
| -------------------------------------- | -------------------------------------- | -------------------------------------- | -------------------------------------- | -------------------------------------- |
| Bošnjaki                               | Bošnjaki                               |                                        | 172                                    | 86,43%                                 |
| Srbi                                   | Srbi                                   |                                        | 26                                     | 13,06%                                 |
| Muslimani                              | Muslimani                              |                                        | 1                                      | 0,50%                                  |
| Neznano                                | Neznano                                |                                        | 0                                      | 0,0%                                   |